# Carneddau
Los Carneddau (lit. «los túmulos»; Carneddau es el plural galés de carnedd, y a veces se angliciza como Carnedds) son una cadena montañosa situada en Snowdonia, en el norte de Gales. Albergan una de las mayores extensiones continuas de terreno por encima de los 3000 pies (914,4 m), así como varios de los picos más altos del país, incluidos en el grupo conocido como los Welsh 3000s.
Entre sus picos más conocidos se encuentran Carnedd Llewelyn (1064 m), Carnedd Dafydd (1044 m) y Yr Elen (962 m). La cordillera incluye lagos como Llyn Cowlyd y Llyn Eigiau, así como la cascada Aber Falls.
Está delimitada por el mar de Irlanda al norte, el valle del río Conwy al este, y la carretera A5 desde Betws-y-Coed hasta Bethesda al sur y oeste.
Se estima que la zona abarca unos 200 km² (77,2 mi²), lo que representa cerca del 10% del Parque nacional de Snowdonia.

## Geología
Al igual que gran parte de Snowdonia, los Carneddau están formados principalmente por rocas del período Ordovícico (hace entre 485 y 444 millones de años). Estas incluyen lodolitas, areniscas, tobas volcánicas y lavas, pertenecientes a los grupos geológicos Nant Ffrancon y Volcánico de Llewelyn.
Esta compleja geología es resultado de los procesos de tectónica de placas y plegamientos asociados a la orogenia caledoniana, que dio forma a las montañas durante el Paleozoico.
Durante el Pleistoceno, la acción glaciar esculpió el paisaje actual de la cordillera, dejando depósitos morrénicos, lagos glaciares (como Llyn Eigiau) y riscos orientados al este, debido al flujo de los glaciares hacia el mar de Irlanda.

## Historia
La zona fue habitada desde el Neolítico por comunidades agrícolas que talaron los bosques originales de robles y abedules para crear campos de cultivo. Durante la Edad de Bronce, se erigieron menhires, túmulos funerarios y otros monumentos megalíticos en las cumbres. La finca de los Carneddau, gestionada por el National Trust, alberga más de mil sitios arqueológicos.
En las laderas de Drosgl se conservan restos de chozas circulares de la Edad del Hierro, mientras que en Moel Faban se construyeron al menos tres túmulos funerarios.
Durante la ocupación romana, se construyeron caminos como el de Bwlch y Ddeufaen, que conectaba los fuertes de la región con la costa. Tras la retirada romana en el 410 d. C., la región volvió al control de los reinos galeses. La economía local, inicialmente basada en el pastoreo de cabras, evolucionó hacia el ganado vacuno y, desde el siglo XVIII, predominan las ovejas.
En el siglo XIII, las campañas de Eduardo I de Inglaterra culminaron con la conquista del reino de Gwynedd. Los picos Carnedd Llewelyn y Carnedd Dafydd conmemoran al príncipe Llywelyn el Grande y a su nieto Dafydd ap Gruffudd, este último capturado en 1283 en un pantano al pie de Bera Mawr. La ejecución de Dafydd ese mismo año marcó el fin del dominio galés independiente.

## Leyenda
Según la tradición artúrica, Llyn Ogwen, un lago situado entre las montañas de los Carneddau y los Glyderau, fue el lugar donde Sir Bedivere intentó devolver la espada Excalibur al lago tras la muerte del rey Arturo. En algunas versiones del ciclo artúrico galés, el lago es considerado uno de los posibles escenarios del legendario suceso.
Otra leyenda local menciona la existencia de peces deformes o extraños en los lagos situados bajo Carnedd Llewelyn, atribuidos a influencias mágicas o a castigos divinos en épocas remotas.
También se recoge la historia de los llamados "Meini Gwynedd" («las piedras de Gwynedd»), un conjunto de rocas que, según relatos populares, fueron transportadas mágicamente a una cima en el año 1542 por fuerzas desconocidas o sobrenaturales. Este mito ha sido interpretado como una alegoría del poder ancestral de los druidas o como una leyenda tardía influenciada por tradiciones megalíticas reinterpretadas en la Edad Moderna.

## Geografía
Los Carneddau forman la mayor extensión continua de terreno montañoso por encima de los 750 m (2460,6 pies) en Inglaterra y Gales. Aunque son menos escarpados que las cordilleras vecinas de Snowdon o Glyderau, los Carneddau presentan laderas abruptas en su zona oriental, con riscos, lagos glaciares y valles profundos, mientras que en la parte occidental predominan las pendientes más suaves cubiertas de hierba.
Entre sus características más singulares está la presencia de la única población de caballos salvajes (semi-salvajes o ferales) del Reino Unido, que habita en libertad en las zonas más altas de la cordillera.

### Picos principales
- Pen yr Ole Wen (978 m).
- Carnedd Dafydd (1044 m).
- Carnedd Llewelyn (1064 m).
- Yr Elen (962 m).
- Foel Grach (976 m).
- Carnedd Gwenllian (926 m).
- Foel-fras (942 m).

En 2009, el pico conocido como Carnedd Uchaf fue oficialmente rebautizado como Carnedd Gwenllian, en honor a Gwenllian de Gales, hija del último príncipe soberano de Gales, Llywelyn ap Gruffudd.

## Flora y fauna
La vegetación de los Carneddau varía en función de la altitud, el tipo de suelo y la exposición al viento. En las zonas más altas predominan los helechos, musgos, juncos, brezos, sauces enanos y especies raras como el helecho Hymenophyllum wilsonii. En las zonas bajas y más protegidas, se encuentran especies arbóreas como fresnos, acebos y serbales.
El pastoreo intensivo de ganado ovino durante siglos ha moldeado significativamente el paisaje, limitando la regeneración natural de los bosques.
Históricamente, la zona albergó lobos y ciervos, ahora extintos localmente. En la actualidad, la fauna terrestre incluye zorros, ratones, topos, turones y nutrias.
Entre las especies de aves destacan varias rapaces como el halcón peregrino, el cernícalo vulgar y el azor común, además de aves pequeñas como el acentor alpino, el colirrojo real, bisbita arbóreo, chorlitejo chico y, ocasionalmente, el reyezuelo listado.
Una de las joyas faunísticas de la región son los ponis de los Carneddau, una población semi-salvaje y aislada durante siglos. Estudios genéticos han confirmado su singularidad respecto a otras razas británicas. En 2013, una fuerte nevada redujo drásticamente su número, provocando la intervención de conservacionistas.